# Роквелл (Північна Кароліна)
Роквелл (англ. Rockwell) — місто (англ. town) в США, в окрузі Ровен штату Північна Кароліна. Населення — 2302 особи (2020).

## Географія
Роквелл розташований за координатами 35°33′14″ пн. ш. 80°24′25″ зх. д. / 35.55389° пн. ш. 80.40694° зх. д. (35.553791, -80.407017).  За даними Бюро перепису населення США в 2010 році місто мало площу 4,35 км², з яких 4,35 км² — суходіл та 0,00 км² — водойми.

## Демографія
Згідно з переписом 2010 року, у місті мешкало 2108 осіб у 848 домогосподарствах у складі 574 родин. Густота населення становила 484 особи/км².  Було 927 помешкань (213/км²).
Расовий склад населення:
| - 94,8 % — білих - 1,1 % — чорних або афроамериканців - 0,7 % — азіатів - 0,3 % — вихідців з тихоокеанських островів - 1,8 % — осіб інших рас |

До двох чи більше рас належало 1,3 %. Частка іспаномовних становила 3,1 % від усіх жителів.
За віковим діапазоном населення розподілялося таким чином: 24,9 % — особи молодші 18 років, 60,0 % — особи у віці 18—64 років, 15,1 % — особи у віці 65 років та старші. Медіана віку мешканця становила 39,3 року. На 100 осіб жіночої статі у місті припадало 89,4 чоловіків;  на 100 жінок у віці від 18 років та старших — 86,9 чоловіків також старших 18 років.
Середній дохід на одне домашнє господарство  становив 56 711 долар США (медіана — 42 500), а середній дохід на одну сім'ю — 71 303 долари (медіана — 56 806). Медіана доходів становила 42 132 долари для чоловіків та 30 694 долари для жінок. За межею бідності перебувало 9,9 % осіб, у тому числі 12,3 % дітей у віці до 18 років та 8,9 % осіб у віці 65 років та старших.
Цивільне працевлаштоване населення становило 872 особи. Основні галузі зайнятості: освіта, охорона здоров'я та соціальна допомога — 21,8 %, виробництво — 19,7 %, роздрібна торгівля — 19,3 %.